# Sartirana Lomellina
Sartirana Lomellina é uma comuna italiana da região da Lombardia, província de Pavia, com cerca de 1.900 habitantes. Estende-se por uma área de 29 km², tendo uma densidade populacional de 66 hab/km². Faz fronteira com Bozzole (AL), Breme, Mede, Semiana, Torre Beretti e Castellaro, Valle Lomellina, Valmacca (AL).

## Demografia
| Variação demográfica do município entre 1861 e 2011                               |
|                                                                                   |
| Fonte: Istituto Nazionale di Statistica (ISTAT) - Elaboração gráfica da Wikipedia |